# 光明皇后
光明皇后（大寶元年－天平寶字四年六月初七，即701年－760年7月27日），姓藤原氏，為日本奈良時代的皇族，聖武天皇的皇后，又名安宿媛（あすかべひめ）、光明子（こうみょうし）、藤三娘（とうさんじょう），死後追諡天平應真仁正皇太后。

## 親人
- 父親 藤原不比等
- 母親 橘三千代
- 姨甥兼夫婿 聖武天皇
- 異母姐 藤原宮子
- 異父兄 橘諸兄
- 女兒 孝謙天皇
- 子 基王

## 生平
光明子在聖武天皇還是皇太子時與之結婚，並在養老二年（718年）生下阿倍內親王。在724年（神龜元年）因丈夫即位成為聖武天皇，而獲得夫人的嬪妃位號。神龜四年（727年）生下基皇子，並將之立為皇太子。次年基皇太子突然夭折（有傳說是長屋王的詛咒），因而發生了長屋王之變。叛亂平定後，改元天平（729年），同年八月將光明子夫人冊封為皇后，由於光明子並非皇族出身，她的立后開了「非皇族出身皇后」的先河，也是藤原氏一族之女子成為皇后的起始。不過因為長屋王之變經後世證實，純屬誣告，因而有懷疑長屋王之變是藤原氏一族與光明子一同策劃的陰謀。
在除去對手後，光明皇后所生的女兒阿倍內親王被立為皇太女。749年聖武天皇讓位出家，由皇太女的阿倍內親王即位，而光明皇后也以帝母的身分掌握了實權，並將皇后宮職改名為紫微中台，並由光明皇后的甥兒藤原仲麻呂擔任該官職之長官，實行了各式各樣的政策。
天平勝寶八年（756年），聖武法皇崩御，兩年後光明皇后被贈與皇太后的名號。天平寶字四年(760年)，光明皇太后崩御，朝廷追諡為天平應真仁正皇太后，葬於佐保山東陵。

## 文化上的影響
光明皇后一生都篤信佛教，東大寺及國分寺都是依她的建言而創建的。同時為了廣照天下百姓，因而創設了專照顧貧困人民的「悲田院」，及相關的醫療設施「施藥院」。而在丈夫聖武天皇駕崩后的第四十九日，為了將聖武天皇的遺物有所安置，東大寺的正倉院為此創設，除此之外，興福寺、法華寺、新藥師寺等寺院，都是依光明皇后的建言而創設。
同時，光明皇后亦好書道，她曾臨習過中國王羲之的「樂毅論」之帖，而光明皇后所臨之作品也被保存在正倉院之中，另外在萬葉集中，光明皇后也有四首和歌傳世。

## 傳說
大阪府和泉市和堺市南區中的一座池子名光明池，傳說是因為該地乃光明皇后的誕生地，因此該池以“光明”名之。此外還有一個光明皇后為病人吸膿的傳說。
當時光明皇后曾廣設澡堂，以便百姓洗浴和改善衛生習慣，並發願為一千位不方便沐浴的人民服務。
約莫兩年之後，到了第一千位時，在場所有的人都大為震驚，第一千位人民是一位老人，而且全身潰爛惡臭，頭髮鬍鬚也都掉光了，這位老人對光明皇后開口說：「我的病已經很多年了，不論如何醫治都絲毫不見起色，而曾有一位醫生告訴我，只要有一位高貴良善的人願意為我吸出身上的膿血，就可以痊癒了」
皇后聞言，便問：「這是真的嗎？你的病只要這樣做就可以痊癒嗎？」老人回答：「是的，如此一來我就能脫離病痛的折磨。」於是皇后便跪下，開始替這位老人吸出身腳上的膿血，霎時間，這位老人全身大放光明又充滿奇異的香氣，原來這位老人是東方淨琉璃世界的藥師如來抑或是東方阿毗羅提世界的不動如來之化身（在某些版本中，這位老人是觀世音菩薩的化身）。而傳說中出現的那間浴室，現存於奈良法華寺，又據說，光明皇后面貌美麗溫柔，法華寺內本尊十一面觀音像，據說就是以光明皇后為藍本所雕塑而成。